# Dunklin County
Dunklin County is een county in de Amerikaanse staat Missouri.
De county heeft een landoppervlakte van 1.413 km² en telt 33.155 inwoners (volkstelling 2000). De hoofdplaats is Kennett.